# 龙马抽水站
龙马抽水站位于昆明市官渡区官渡街道龙马社区，是该市第一个电力农业农业水利设施。原为清代广济闸。清乾隆二十一年，龙马村乡绅郭云门集资八十两重修广济闸，建化龙桥。民国时期，国军陆军第十八师师长、昆明警备司令部副司令许义浚，应其老师繆嘉祥的要求，在请示省主席卢汉后主持修建了抽水站，当时名为“官渡镇抽水站”。由“昆明县官渡水利协会”监管，陆根记营造厂承包了机房工程，许动员族人和村民捐出了土地，省府拨款3000万金圆券。1947年2月开工，1948年5月建成，卢汉亲自参加了剪彩典礼并题字“天工人代”。
1951年改名为昆明市第二抽水站，1956年改名为龙马抽水站。1952年建后所分站，1960年新建宝丰分站。1970年本站扩建，新增4台55千瓦离心泵。1971年建王家庄分站。1972、1975年本站两度扩建，1987年曾进行节能改造。龙马站兴建后，初期灌溉面积2000亩，后来发展到超过10000亩。它解决了官渡镇的灌溉问题，缩短了栽插期限，促进了农业生产的发展。2014年被列为第六批昆明市文物保护单位。

## 图集

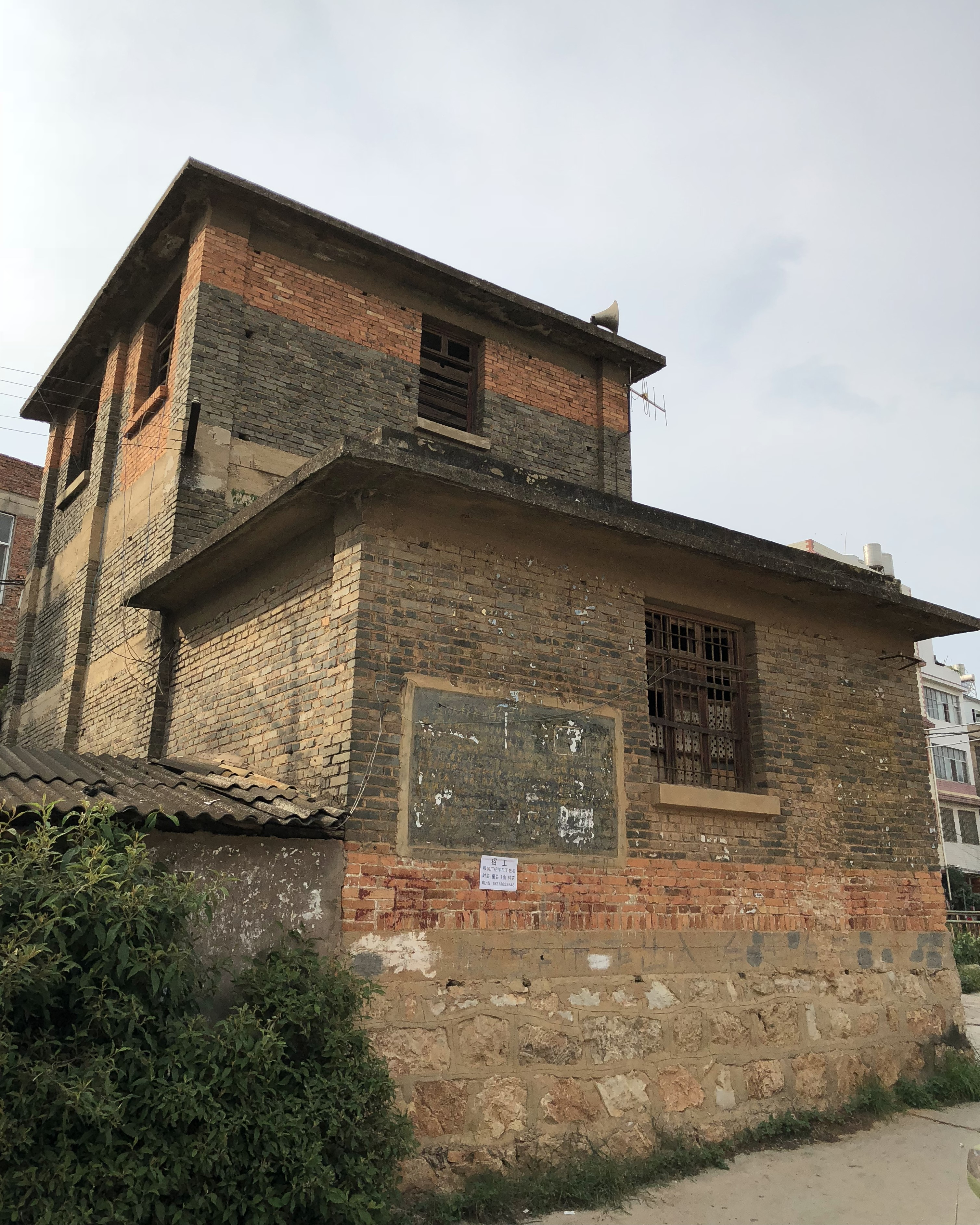
闸楼侧面
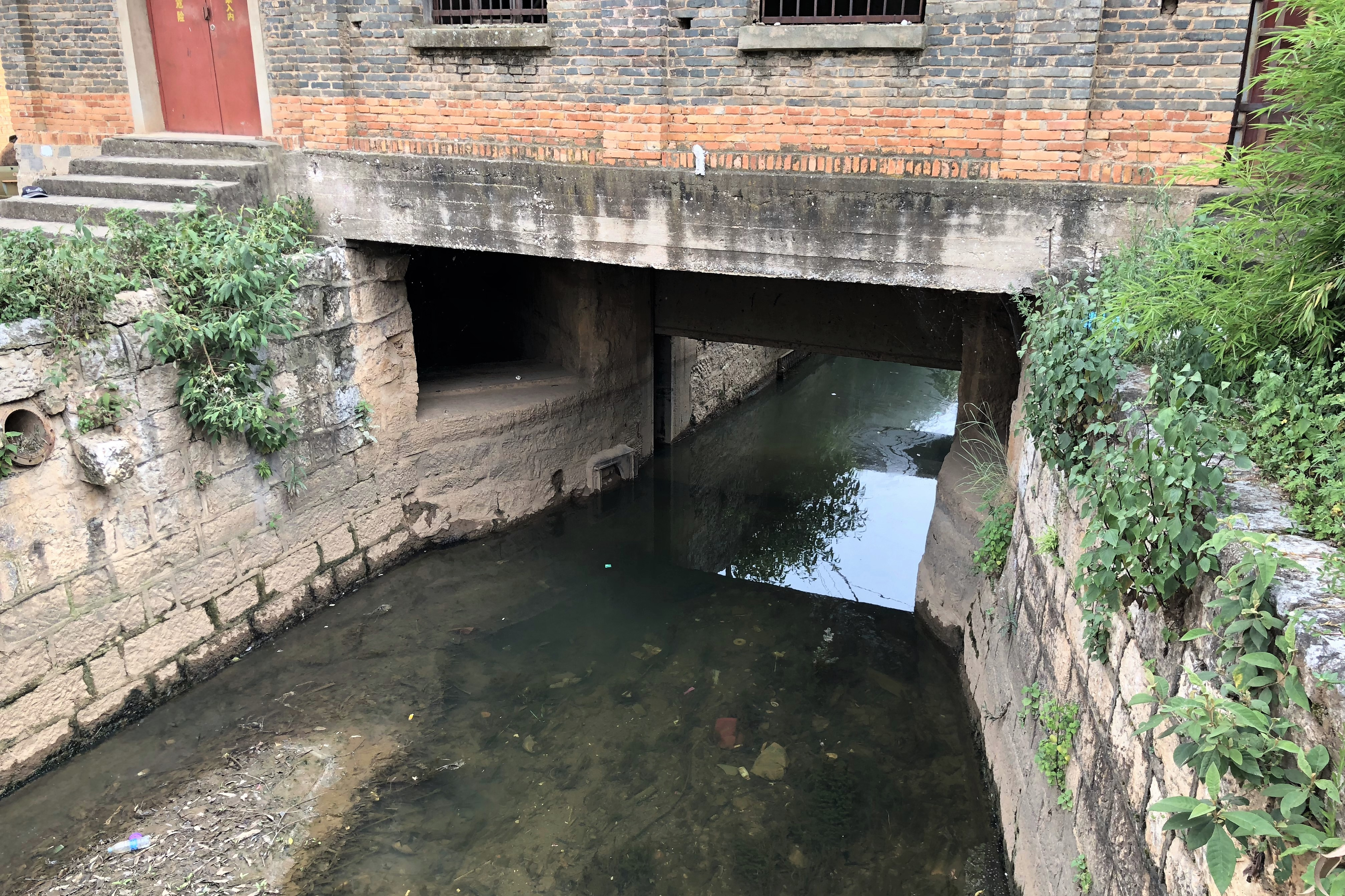
闸口